# Stenopadus
Stenopadus es un género de plantas de la familia de las asteráceas.
Comprende 10 especies descritas y de estas, solo 9  aceptadas.

## Taxonomía
El género fue descrito por Sidney Fay Blake y publicado en Bulletin of the Torrey Botanical Club 58: 489. 1931.

## Especies aceptadas
A continuación se brinda un listado de las especies del género Stenopadus aceptadas hasta julio de 2011, ordenadas alfabéticamente. Para cada una se indica el nombre binomial seguido del autor, abreviado según las convenciones y usos.
- Stenopadus andicola Pruski
- Stenopadus campestris Maguire & Wurdack
- Stenopadus chimantensis "Maguire, Steyerm. & Wurdack"
- Stenopadus colombianus Cuatrec. & Steyerm.
- Stenopadus colveei (Steyerm.) Pruski
- Stenopadus connellii (N.E.Br.) S.F.Blake
- Stenopadus cucullatus Maguire & Wurdack
- Stenopadus huachamacari Maguire
- Stenopadus jauensis Aristeg.
- Stenopadus kunhardtii Maguire
- Stenopadus megacephalus Pruski
- Stenopadus obconicus Maguire & Wurdack
- Stenopadus sericeus Maguire & Aristeg.
- Stenopadus talaumifolius S.F.Blake